# Xmucane și Xpiacoc
Xmucane și Xpiacoc (nume alternativ Xumucane și Ixpiyacoc) sunt bunicii divini din mitologia mayașă și Purtătorii  zilei în panteonul Maya. De obicei sunt menționați împreună, ca un cuplu, deși Xmucane  pare a fi singură în timpul celor mai multe interacțiuni cu Eroii Gemeni, atunci când ea este denumită pur și simplu bunica.
Xmucane și Xpiacoc este un cuplu de zei creatori care au contribuit la crearea primilor oameni. Sunt părinții lui Hun Hunahpu și Vucub Hunahpu. Ei mai erau numiți Bunica Zilei, Bunica Luminii, Purtătorii Luminii, aveau și roluri de moașă și pețitor.